# 愛知県道516号平和蟹江線
愛知県道516号平和蟹江線（あいちけんどう516ごう へいわかにえせん）は、愛知県稲沢市から同県海部郡蟹江町へ至る一般県道である。

## 概要

### 路線データ
- 起点：愛知県稲沢市平和町
- 終点：愛知県海部郡蟹江町大字鍋蓋新田字二ノ割(現・愛知県海部郡蟹江町南一丁目)[1][2]

## 沿革
- 1995年（平成7年）4月1日：認定[3]

## 通過する自治体
- 愛知県
  - 稲沢市
  - 愛西市
  - 津島市
  - 海部郡
    - 蟹江町

## 接続する道路
- （起点）

この間未開通区間あり（稲沢市平和町 - 津島市大字日光字日光地内）
- 愛知県道68号名古屋津島線（津島日光橋西交差点）
- 愛知県道115号津島七宝名古屋線（新おにえ橋西交差点）
- 愛知県道114号津島蟹江線（新おにえ橋西交差点 - 鹿伏兎橋西交差点で重複）
- 愛知県道40号名古屋蟹江弥富線（鹿伏兎橋西交差点 - 津島市鹿伏兎町東田面地内で重複）

この間未開通
- 愛知県道29号弥富名古屋線・愛知県道114号津島蟹江線（蟹江町大字蟹江新田字古新田地内）

この間未開通区間あり（蟹江町大字蟹江新田字銭袋地内（日光川ウォーターパーク前） - 蟹江町大字鍋蓋新田字六反割地内）
- 国道1号（蟹江町大字鍋蓋新田字六反割地内）

この間未開通
- 愛知県道68号名古屋津島線・愛知県道517号蟹江梅之郷線（蟹江町大字鍋蓋新田字二ノ割地内）

## 沿線・周辺
- 津島市営球場
- 津島リハビリテーション病院
- 津島市立神島田小学校
- 日光川ウォーターパーク